# Георг Вилхелм Пабст
Георг Вилхелм Пабст (на немски: Georg Wilhelm Pabst) е австрийски режисьор и актьор.
Роден е на 25 август 1885 година в Раудниц в семейството на чиновник в железниците. Израства във Виена и започва да играе в театъра в Швейцария, Австрия, Германия и Съединените щати. След Първата световна война, по време на която е военнопленник в Брест, започва да работи в киното и режисира филми като „Die Büchse der Pandora“ (1929), „Tagebuch einer Verlorenen“ (1929), „Westfront 1918“ (1930), „Die 3 Groschen-Oper“ (1931).
Георг Вилхелм Пабст умира на 29 май 1967 година във Виена.

## Избрана филмография
- „Die Büchse der Pandora“ (1929)
- „Tagebuch einer Verlorenen“ (1929)
- „Westfront 1918“ (1930)
- „Die 3 Groschen-Oper“ (1931)